# Stadion De Koel
El Stadion De Koel o también llamado comercialmente como Seacon Stadion es un estadio de fútbol ubicado en la ciudad de Venlo, en los Países Bajos. Fue inaugurado en el año de 1972, tiene una capacidad para albergar a 7500 aficionados cómodamente sentados, su equipo local es el VVV-Venlo de la Eredivisie.

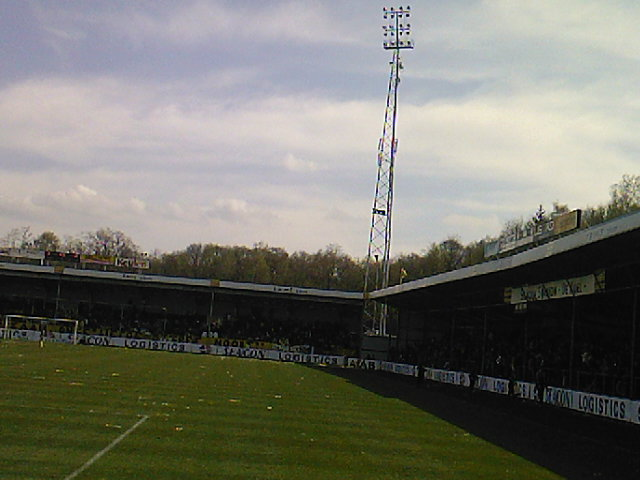
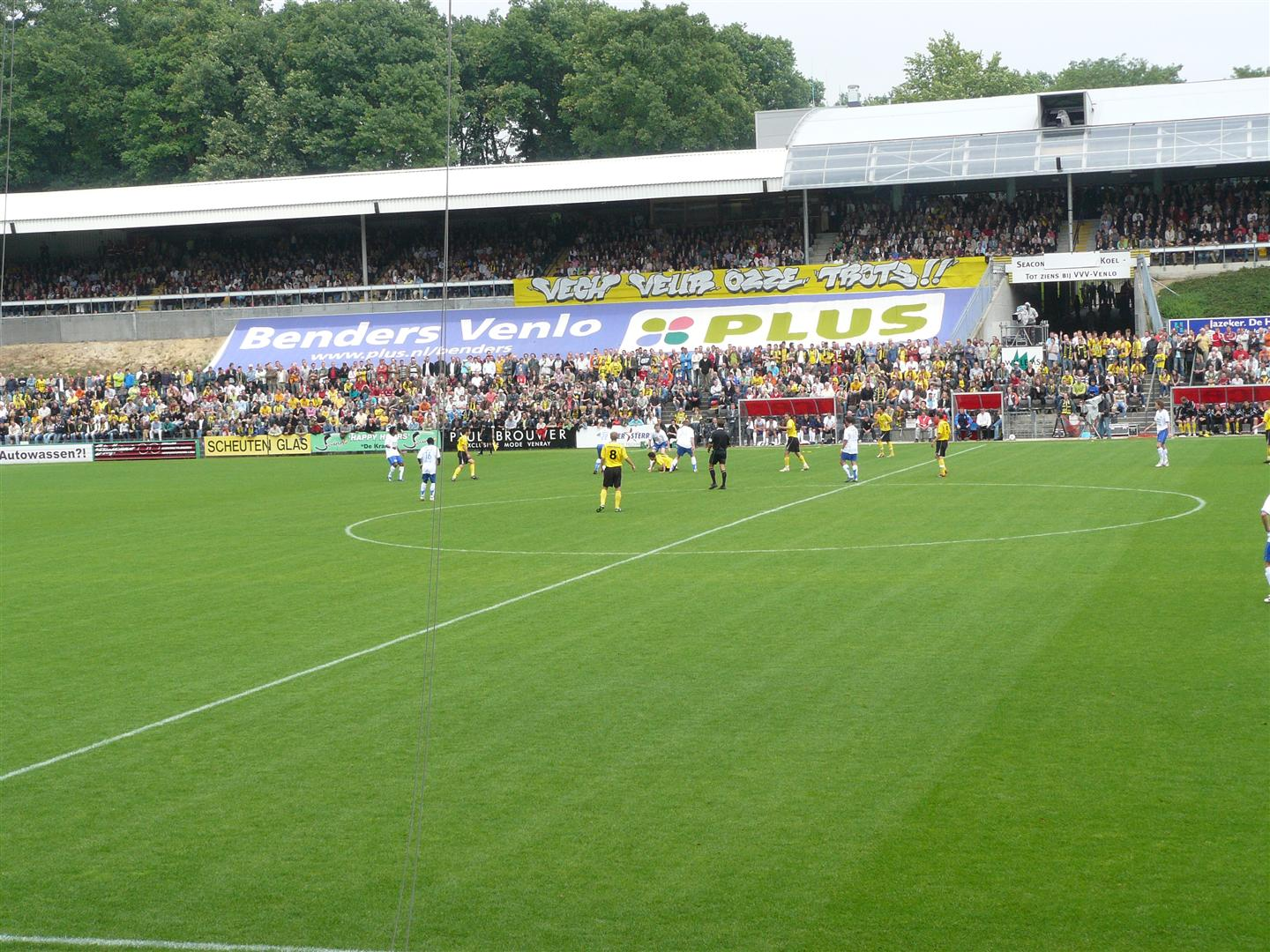